# Buddy Baer
Pour les articles homonymes, voir Baer.
Buddy Baer, né Jacob Henry Baer, est un boxeur et un acteur américain né le 11 juin 1915 à Denver, Colorado, et mort le 18 juillet 1986 à Martinez, Californie.

## Biographie
Il est le frère du champion du monde des poids lourds Max Baer. Il participa entre 1934 et 1942 à 57 combats, en gagna 50 dont 44 par KO et en perdit 7. Comme son frère, il était connu pour se battre avec une étoile de David cousue sur son short. En 2003, il fut inclus par Ring Magazine dans la liste des 100 plus grands puncheurs de tous les temps.
Le sommet de sa carrière de boxeur fut ses combats contre le champion du monde des poids lourds Joe Louis, titre en jeu. Lors de leur premier combat en 1941, il expulsa Joe Louis du ring d'un crochet du gauche. Celui-ci remonta sur le ring avant la fin du compte de 10 puis remporta le combat par disqualification. Baer considérait avoir été frappé et mis knocked down après que la cloche eut sonné au 7e round et refusait de reprendre le combat. Dans la revanche, l'année suivante, Joe Louis mit KO Buddy Baer lors du 1er round.
Après ce combat, en 1942, Buddy Baer mit un terme à sa carrière de boxeur pour s'engager dans l'armée, comme son frère le fit.
Après la guerre, il participa à de nombreux films pour le cinéma ou la télévision, encore une fois comme son frère Max.

## Filmographie
- 1937 : Take It from Me (en) de William Beaudine : Kid Brody
- 1949 : Deux Nigauds en Afrique ou Abbott et Costello en Afrique (Africa Screams) de Charles Barton : Boots Wilson
- 1951 : Quo Vadis de Mervyn LeRoy : Ursus
- 1951 : Les Coulisses de Broadway (Two Tickets to Broadway) de James V. Kern : Sailor on Bus
- 1951 : Les Frères Barberousse (Flame of Araby) de Charles Lamont : Hakim Barbarossa
- 1952 : La Poule aux œufs d'or (Jack and the Beanstalk) de Jean Yarbrough : Sgt. Riley / The Giant
- 1952 : La Captive aux yeux clairs (The Big Sky) de Howard Hawks : Romaine
- 1953 : Toutes voiles sur Java (Fair Wind to Java) de Joseph Kane : King
- 1953 : La Femme rêvée (Dream Wife) de Sidney Sheldon : Vizier
- 1953 : The Marshal's Daughter (it) de William Berke : Guest in card game
- 1954 : Jubilee Trail (it) de Joseph Kane : Nicolai Gregorovitch Karakozeff 'Handsome Brute'
- 1956 : Deux rouquines dans la bagarre (Slightly Scarlet) de Allan Dwan : Lenhardt, Caspar Goon
- 1957 : Hell Canyon Outlaws (it) de Paul Landres : Henchman Stan
- 1958 : Giant from the Unknown (en) de Richard E. Cunha : Vargas the Giant
- 1958 : Once Upon a Horse... (it) de Hal Kanter : Beulah's brother
- 1959 : Tales of the Vikings (série TV) : Viking (épisodes inconnus)
- 1961 : Snow White and the Three Stooges de Walter Lang : Hordred
- 1961 : The Magic Fountain (en) d'Allan David : Big Benjamin (voix)
- 1962 : The Bashful Elephant de Dorrell McGowan et Stuart E. McGowan : Tavern Owner
- 1966 : Marqué au fer rouge (Ride Beyond Vengeance) de Bernard McEveety : Mr. Kratz